# Teatro Biondo

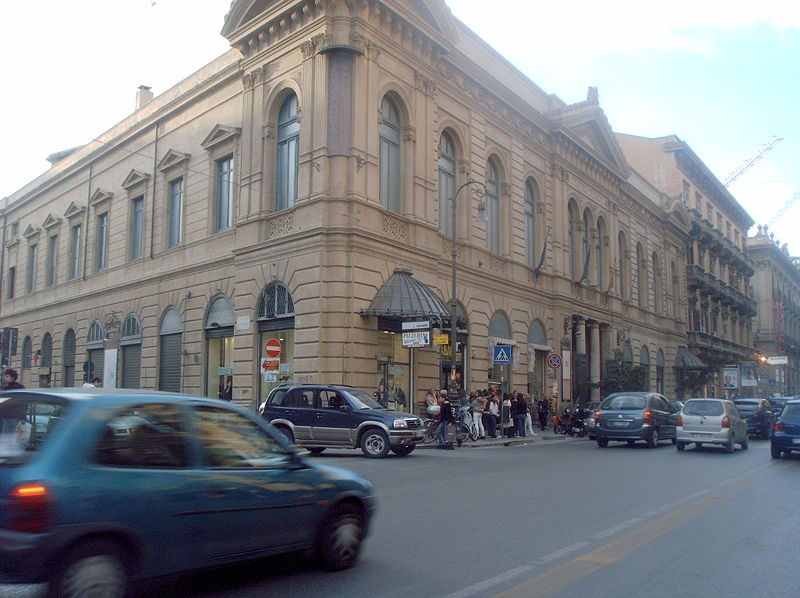
Teatro Biondo von Südosten aus gesehen; rechts die Via Roma.

Das Teatro Biondo Stabile ist das Theatergebäude an der Via Roma in Palermo. Es wurde von Nicolò Mineo entworfen, im Jahr 1903 eingeweiht und löste damit das noch in der Tradition des Klassizismus stehende Teatro Massimo ab. In dieser Zeit war in Palermo eine aufgeklärte Unternehmerbourgeoisie stilprägend, die auf moderne kulturelle Höhepunkte erpicht war. Das Teatro Biondo besitzt bauliche Elemente sowohl aus Historismus als auch aus dem Jugendstil. Die Wahl des Standortes im Herzen der alten Stadt erfolgte im Zuge des Umbaus und der Stadterweiterung um die Jahrhundertwende. In ganz Italien war zu der Zeit nach dem Risorgimento rege Bautätigkeit feststellbar; für Palermo gilt sie als Glanzzeit seines Kulturlebens.

## Geschichte
Im ausgehenden 19. Jahrhundert hielt man neben dem Teatro Massimo, das vorwiegend für Opern genutzt wurde, den Bau eines weiteren Bühnenhauses in Palermo für notwendig, das Spielort vorwiegend für Schauspiel werden sollte. Die pompöse, tempelartig gestaltete Oper wurde als ein Symbol monumentaler Pracht interpretiert. Die neue Spielstätte sollte weniger protzig, sondern modern und angemessen für die wohlhabende Mittelschicht werden. Seine Errichtung war heftig umstritten. Verantwortlich waren die drei weltläufigen Brüder Biondo, wobei der älteste, der Anwalt Andrea Biondo (1867–1939), auch rechtlich die Verantwortung übernahm. Die Errichtung des Theaters war reiner Philanthropismus und die Finanzierung erfolgte völlig ohne staatliche Unterstützung.

### Baugeschichte
Zum Bauleiter wurde der Architekt Nicolò Mineo bestimmt, der mit den Kollegen James Nicolai und Antonio Lo Bianco zusammenarbeitete. Dabei wurde auch ein baulich anschließender Wohnkomplex errichtet.
Der Bau wurde durch die Neutrassierung der Via Roma von 1885 erst möglich (Piano Regolatore), dessen Verwirklichung sich mehr als 25 Jahre hinzog. Das Teatro Biondo war dagegen bereits nach 16 Monaten zur neuen Spielzeit ab Oktober 1903 fertiggestellt. Der Bauplatz stand nicht in der Gunst der Theaterleute, die sich mit dem Politeama-Theater und einigen weiteren Bühnen in anderen Quartieren etabliert hatten.
Die Firsthöhe des Gebäudes entsprach denen der umliegenden Gebäude, die Gebäudefront war im Stil einer klassischen Theater-Basilika mit dezentem Mittelrisalit gestaltet und erstreckte sich über den ganzen Straßenblock zur Via Roma hin. Die Bauarbeiten wurden von Ferdinand Baronie durchgeführt; die Firma Li Vigni war für die Stuckarbeiten im Innen- und Außenbereich zuständig. Der Ingenieur Nicolai wachte über den Innenausbauten, insbesondere auf die Balkone und Logen, Wandvertäfelungen und Fußböden, bei der in vorindustrieller Arbeitsweise Bauelemente fabrikativ vorgefertigt wurden. Der große Saal in Hufeisen-Form wurde mit zwei Ebenen von Logen und einer großen Galerie ausgestattet. Die Treppenhäuser und das Foyer waren mit sizilianischem Marmor ausgestattet: gelb von Segesta und rot von Castellammare del Golfo, aber auch weißer Carrara-Marmor. Vom Foyer, das in die Wandelhalle überging, gelangte man durch zwölf Glastüren direkt zu den Logen sowie gegenüber in einen prunkvollen Ballsaal, der nach den Aufführungen beliebter Treffpunkt der wohlhabenden und prominenten Familien wurde, die das kulturelle Interesse der Stadt trugen.

Salvatore Gregorietti (1870–1952), ein angesehener Maler und Designer aus Palermo, meinte dazu: 

„Tali decorazioni hanno una ricchezza di fantasie orientali su sfondi chiari, tutte a intrecci deliziosi, fatti di foglie e di frutti, a toni squisiti, i quali si svolgono in ornati graziosi, di una tale semplicità e di una tale eleganza da rimanere, dinanzi ad essi, immersi in un’ammirazione che finisce col turbare“

„Diese Dekorationen besitzen einen Reichtum an orientalischen Phantasien auf hellem Hintergrund, alle mit delikatem Flechtwerk aus Blättern und Früchten, in erlesenen Farbtönen gehalten, welche sich in anmutigen Schmuck entwickeln, mit einer derartigen Schlichtheit und Eleganz, dass man vor ihnen verweilt in einer Bewunderung, die damit endet, dass man in Verzückung gerät.“

 Viele dieser Details waren bereits seit den 1920er Jahren durch neuere Farbschichten abgedeckt, kamen aber 1996 wieder ans Licht, als man das Gebäude umfassenden Renovierungsarbeiten unterzog.
Man war sehr stolz, dass bis auf wenige Ausnahmen wie beispielsweise die elektrische Anlage, die von AEG kam, alle Einbauten im Theater aus heimischer Produktion stammten. Die technischen und handwerklichen Leistungen erreichten ein bislang noch nicht gekanntes Niveau.

### Theatergeschichte
Die Eröffnung fand am 15. Oktober 1903 statt, als unter der Regie von Ermete Novelli (1851–1919) Der Kaufmann von Venedig von William Shakespeare zur Aufführung kam. Seit über 100 Jahren dient dieses Haus dem Schauspiel, nur unterbrochen von einer Krise der Familie Biondo in den 1920er Jahren, als der Bau als Kino umgestaltet wurde. Aus dem Erbe Andrea Biondos wurde im Jahr 1968 eine Stiftung gründete, was die Bedeutung des Hauses im kulturellen Leben der Stadt dokumentiert. Von 1978 bis 1991 zeigte sich Pietro Carriglio (* 1938) für die Intendanz verantwortlich. 1986 übernahm die Stadt Palermo durch eine Beteiligung am Theater die Mitverantwortung für die ständige Repräsentanz. Dazu wurde zum 31. Dezember 1986 die Gesellschaft Associazione Teatro Biondo Stabile di Palermo gegründet, die in Kooperation mit der Stiftung und den städtischen Verwaltungsstellen die Koordination des Spielbetriebs übernahm. Carriglio, der nach seinem Weggang ans Teatro di Roma von Roberto Guicciardini (* 1933) ersetzt wurde, sieben Jahre später aber an das Teatro Biondo zurückkehrte, war bis zu seiner Pensionierung 2013 als Intendant hauptverantwortlich für das Haus. Seitdem steht Roberto Alajmo der Direktion vor, die Intendanz hat Emma Dante (* 1967).

## Gebäudebeschreibung

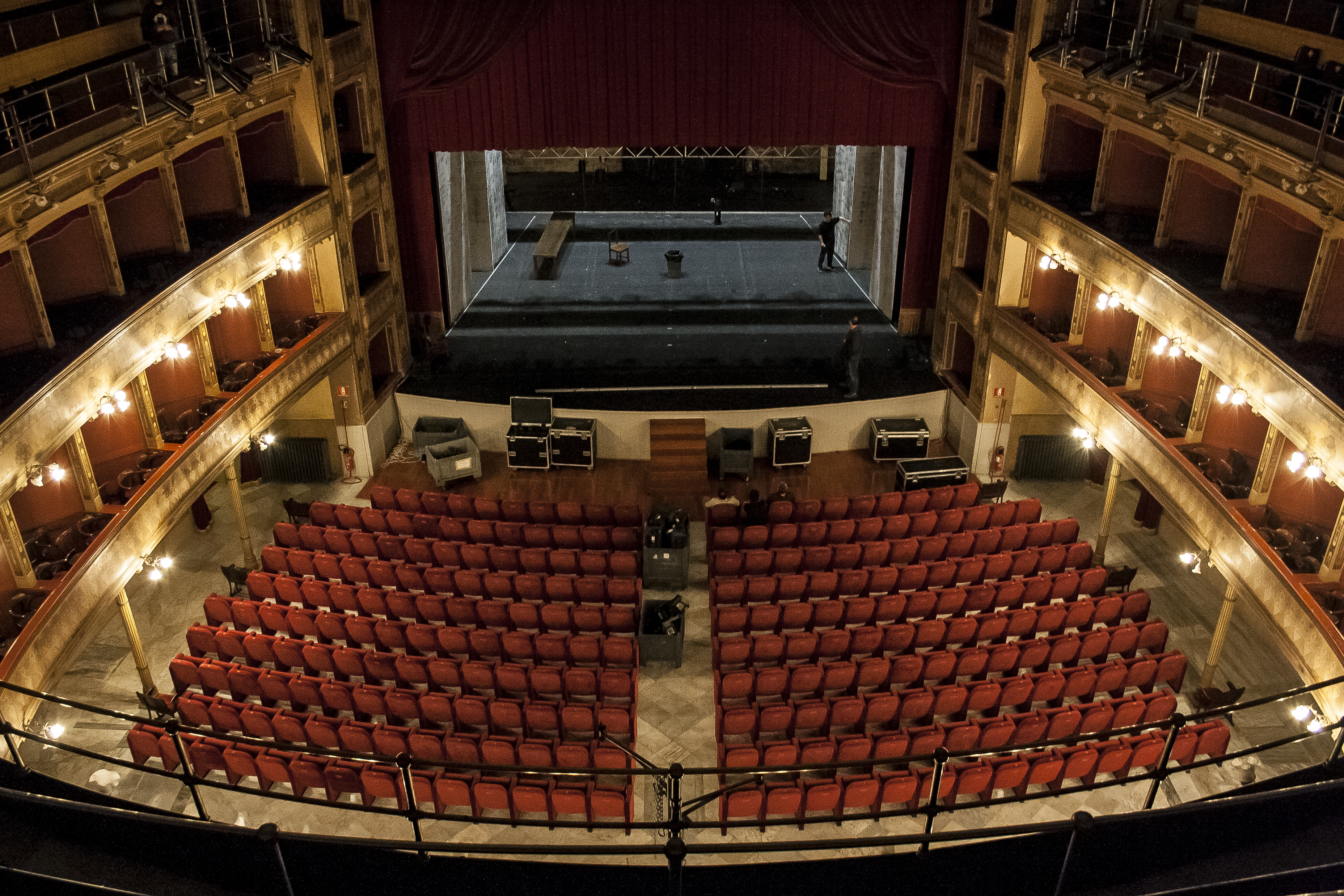
Blick in den Theatersaal

Der Theatersaal in Hufeisenform mit 22 mal 22 Meter hat 888 Plätze, davon 463 im Parterre sowie 162 in den Logen und 263 in den Rängen. Die Bühne misst 23 mal 15 Meter und besitzt eine 10 Meter tiefe Vorbühne.
Der Haupteingang ist von der Via Venezia zugänglich, wo sich auch eine Bar befindet. Von der Via Roma gelangt man ebenfalls in das Foyer, von dem aus über großzügige Treppen die oberen Stockwerke mit den Logen und Galerien sowie weitere Nebenräume erreicht werden können. Das gesamte, ovale Auditorium des Theatersaals ist über einer Kolonnadenreihe mit einer blau illuminierten Glaskuppel abgeschlossen, was dem Raum eine große Leichtigkeit verleiht. Die Kreuzrippen dieser Abdeckung sind mit reicher Jugendstilornamentik versehen.
Unter dem Zuschauerraum befindet sich ein großer Saal, der auch unabhängig von Theaterveranstaltungen genutzt werden kann. Er fasst 100 Personen und wurde 1997 nach dessen plötzlichem Tod nach dem bekannten italienischen Theaterregisseur Giorgio Strehler benannt.